# Narodowy medal uznania dla ofiar terroryzmu
Narodowy medal uznania dla ofiar terroryzmu (fr. Médaille nationale de reconnaissance aux victimes du terrorisme) – francuski medal ustanowiony 12 lipca 2016 przez prezydenta François Hollande.

## Historia
Ustanowienie orderu było wynikiem dyskusji nad zasadnością odznaczania tradycyjnymi odznaczeniami Republiki Francuskiej osób będących, bez własnej woli, winy lub zasługi, ofiarami ślepo uderzających terrorystów. Jednakże wysokie umiejscowienie tego medalu w precedencji francuskich odznaczeń, powyżej odznaczeń wojskowych – w tym ofiar wojen – wzbudziło szereg dalszych wątpliwości w publicznej debacie we Francji.

## Klasy orderu
Medal nie dzieli się na klasy i jest noszony na lewej piersi, zgodnie z francuską precedencją odznaczeń.

## Insygnia
Awers stanowi kwiat z pięcioma płatkami i pięcioma listkami oliwnymi, symbolizującymi wartość pokoju. W środku, srebrny medal otoczony napisem „RÉPUBLIQUE FRANÇAISE” otaczający statuę placu Republiki w Paryżu. Rewers jest złożony z identycznego kwiatu, w środku którego otoczone dewizą „LIBERTÉ – ÉGALITÉ – FRATERNITÉ” znajdują się dwie skrzyżowane flagi francuskie. Baretka medalu jest w kolorze wstążki – biała.